# Латышский социал-демократический союз
Латышский социал-демократический союз (ЛСДС, Союз латвийских социал-демократов, латыш. Latviešu sociāldemokrātu savienība, LSS) — небольшая по численности национальная политическая организация в Российской империи радикального леводемократического толка, существовавшая в 1903—1913 годах. В отличие от марксистской Латвийской социал-демократической рабочей партии, принадлежала к народнической традиции и занимала более националистические позиции.

## Создание
Самые ранние истоки организации лежат в «Новом течении» и социалистической политической группе, существовавшей с 1892 года в Либаве. Многие «новотеченцы» были арестованы в 1890-х либо вынуждены эмигрировать в Западную Европу и Северную Америку. Ядро ЛСДС было образовано осенью 1900 года в результате раскола в Рижской социал-демократической организации. Сама ЛСДС явилась результатом слияния в Лондоне в 1903 году Латышского социал-демократического союза в Западной Европе с американскими латышскими социал-демократами и созданной в 1902 году в Лифляндской и Курляндской губерниях Российской империи Прибалтийской латышской социал-демократической рабочей организации (Baltijas latviešu sociāldemokrātisko strādnieku organizāciju, BLSDSO).
Новообразованная партия формировалась «снизу» и имела довольно сложную структуру, типичную для социалистических партий: непрямую, состоящую из различных автономных секций, групп и комитетов. Самыми известными лидерами ЛСДС были Микелис Валтерс и Эрнест Ролавс.
Они были отделены от подавляющего большинства латвийских социал-демократов (которые в 1904 году конституировались в Латвийскую социал-демократическую рабочую партию на основе BLSDSO) разными взглядами на национальный вопрос — ЛСДС постулировала необходимость независимого латвийского государства уже в 1903 году (Валтерс тогда впервые в истории публично выдвинул лозунг суверенной Латвии в статье «Долой самодержавие! Долой Россию!» в газете «Proletāriets» — печатном партийном органе, выходившем в Бостоне в 1902—1903 и в Цюрихе в 1903—1904 годах).

## Программа и идеология
Требование национального самоопределения у ЛСДС было переплетено с идеалами социализма. В программе партии, принятой на её первом съезде 29—30 декабря 1905 года (11—12 января 1906 года), отразилось влияние как общероссийской Партии социалистов-революционеров, так и Латвийской социал-демократической рабочей партии.
Своей стратегической целью ЛСДС провозглашал уничтожение капиталистического строя посредством революционного перехода власти к пролетариату, ближайшей целью видел свержение самодержавия и преобразование Российской империи в федеративную демократическую республику, в которой всеобщим тайным голосованием с широким представительством от национальных окраин будет избрано Учредительное собрание. На местах федерализацию и автономизацию предлагалось осуществлять посредством создания органов областного и местного самоуправления, наделённых широкими полномочиями; такой самоуправляющейся национальной автономией должен был стать и Латышский край.
Для всех граждан, независимо от национального принадлежности, вероисповедания и пола, требовались политические права. Программа ЛСДС содержала и другие общедемократические требования (свободы слова, печати, совести, собраний и т. д., равноправия всех граждан перед законом, отделения церкви от государства, бесплатного начального образования).
Для решения аграрного вопроса партия отстаивала радикальную земельную реформу — экспроприацию помещичьих (прежде всего собственности балтийских немцев), государственных, кабинетских и церковных земель с последующей социализацией и передачей их вместе с инвентарём «безземельным обществам» для совместной обработки. В рабочем вопросе ЛСДС добивался закрепления 8-часового рабочего дня, введения страхования труда, создания рабочей инспекции, принятия законов о защите женского и детского труда.

## Революция 1905 года и разгром партии
Во время Первой революции в Российской империи 1905 года, когда крупные организации партии действовали в Риге и Либаве, ЛСДС сосредоточил свои силы на подпольной и вооружённой борьбе. Союз вёл активную агитацию среди сельского населения, создавал вооружённые отряды и боевые дружины, нападавшие на имения немецких помещиков и зажиточных крестьян, оказывавшие силовое сопротивление властям, занимавшиеся экспроприациями с целью пополнения партийной кассы. Индивидуальный террор считался допустимым средством борьбы. Выборы же в Государственную думу партия бойкотировала. Ещё одним важным аспектом ЛСДС была организация нелегальной перевозки литературы и оружия из Западной Европы в царскую Россию (ещё в 1896 году, во время учебы в Московском университете, Э. Ролавс привозил марксистскую литературу из балтийских портов в крупные центры России).
Массовые аресты членов партии в 1906—1907 годах привели к резкому сокращению её численности, и к 1908 году ЛСДС прекратил своё существование. Осенью 1910 года партийная конференция в Брюсселе объявила о возобновлении деятельности союза, и в 1911 году организации ЛСДС в Российской империи стали возрождаться, вновь была налажена доставка нелегальной литературы из-за рубежа.

## Переименование и конец партии
На очередной партийной конференции в марте 1913 года было принято новое название — Партия социалистов-революционеров Латышского края (Латвийская революционная социалистическая партия). Такое «эсеровское» название больше соответствовало идеологии союза; кроме того, оно способствовало отмежеванию от ЛСДРП. В программу также были внесены изменения: целью партии была провозглашена непосредственно независимость Латвии и провозглашение её республикой; а земли, конфискованные у помещиков, вместо социализации подлежали передаче в единоличную собственность крестьян.
В конце 1914 года в результате очередной волны арестов деятельность партии на территории Российской империи вновь была сведена на нет, возобновившись только после Февральской революции 1917 года. Её представители участвовали  Окончательно новая партия самоликвидировалась летом 1919 года.